# Lennart Ehrenborg
Lennart Casper Ehrenborg, född 1 juni 1923 i Sankt Matteus församling i Stockholm, död 8 december 2017 i Stockholm, var en svensk dokumentärfilmregissör, manusförfattare och radioproducent vid Radiotjänst, Sveriges Radio och SVT.

## Biografi
Lennart Ehrenborg studerade konst och skrev om film innan han 1952 anställdes som produktionsassistent på filmbolaget Artfilm. Han betraktades som en påläggskalv inom det nya TV-mediet och utsågs till chef för filmavdelningen i samband med Radiotjänsts officiella start av TV-sändningar hösten 1956. Han var inte bara chef och producent utan gjorde även egna dokumentärer, startade program som Konstapropå, Filmkrönikan och bjöd publiken på temakvällar i filmens värld. 1969 omorganiserades Sveriges radio, vilket ledde till att dokumentärfilm fortsättningsvis endast skulle köpas in och inte produceras. Men Ehrenborg blev kvar under några år och producerade bland annat Ra I (1970) tillsammans med Thor Heyerdahl. 1973 erbjöds Ehrenborg en utlandstjänst i London som representant för TV. Fyra år senare var han tillbaka i Stockholm och genomförde ett nytt samarbete med Heyerdahl kallat Tigris (1979). 
Lennart Ehrenborg är gravsatt i minneslunden på Norra begravningsplatsen utanför Stockholm.

## Filmografi (i urval)
- Tini-Kling : Drömresan till Fjärran Östern (1951) - filmregissör, ljudtekniker och filmmanuskript.
- Den gudomliga: Greta Garbo 50 år (1955) - filmregissör och filmmanuskript.
- Ädla skuggor, vördade fäder (1960) - filmregissör och filmproducent.
- Flamenco (1962) - filmproducent
- Abu Simbel : tempel som räddats (1966) - filmregissör och filmproducent.
- Ra (1970) - filmproducent.
- Tigris (1979) - filmproducent.

## Teater

### Roller
| År   | Roll    | Produktion               | Regi         | Teater                   |
| ---- | ------- | ------------------------ | ------------ | ------------------------ |
| 1947 | Prinsen | Advent August Strindberg | Ragnar Falck | Stockholms studentteater |